# Landgoed Kamps
Het voormalig landgoed Kamps (voorheen geschreven als 'Camps') ligt op ongeveer vijf kilometer afstand ten oosten van Assen, nabij Deurze, en is ongeveer 25 ha. groot. Het grenst aan het natuurgebied in Balloo, genaamd Kampsheide (voorheen 'Campsheide'). Het landgoed speelt een rol in de geschiedenis van het Asser cisterciënzer nonnenklooster 'Mariaaskamp' (ofwel: Maria in Campis), en daarom tevens in de geschiedenis van het ontstaan van de stad Assen. De oorsprong van de bouw en de geschiedenis van het klooster begint in het jaar 1227 bij het gehucht Ane in Drenthe. Daar vond de Slag bij Ane plaats.

## Slag bij Ane
De slag bij Ane is ontstaan door een ruzie tussen burggraaf Egbert van Groningen (den Amptman, heer van Selwerd) en Rudolf van Coevorden (de Kastelein). In het jaar 1227 trok de bisschop van Utrecht, Otto van Lippe, met 400 ridders op naar Drenthe, om persoonlijk aan deze ruzie een einde te maken. Drentse boeren streden, ter verdediging van hun vrijheid, aan de zijde van Rudolf tegen de bisschop en zijn leger. Deze laatsten werden de moerassen van Ane ingelokt met als gevolg dat het grootste deel van het leger, en ook de bisschop zelf, daarin vast kwam te zitten en een weerloze prooi werd van de Drenten.
Rudolf zag echter wel in dat hij op de lange termijn geen stand tegen het bisdom zou kunnen houden. Op weg naar vredesbesprekingen in Hardenberg werd hij gevangengenomen en op 25 juli 1230 levend geradbraakt.
De Drenten moesten als zoenoffer bij Coevorden een klooster bouwen. Hoewel er in de jaren daarna wel een abdij is gesticht, is dit klooster nooit gebouwd. In plaats daarvan werd van Johannes Camping het huis Te Campen verkregen, dat gestaan heeft tussen Schoonebeek en Coevorden, nabij het gehucht Weijerswold, dat als kloostergebouw heeft gefungeerd. In de oude oorkonden (oorkondenboek Utrecht) is de naam van de abdij: 'Het convent de Heilige Maria Ten Campen bij Koevorden' (Sanctae Mariae de Campe).

## Landgoed Camps

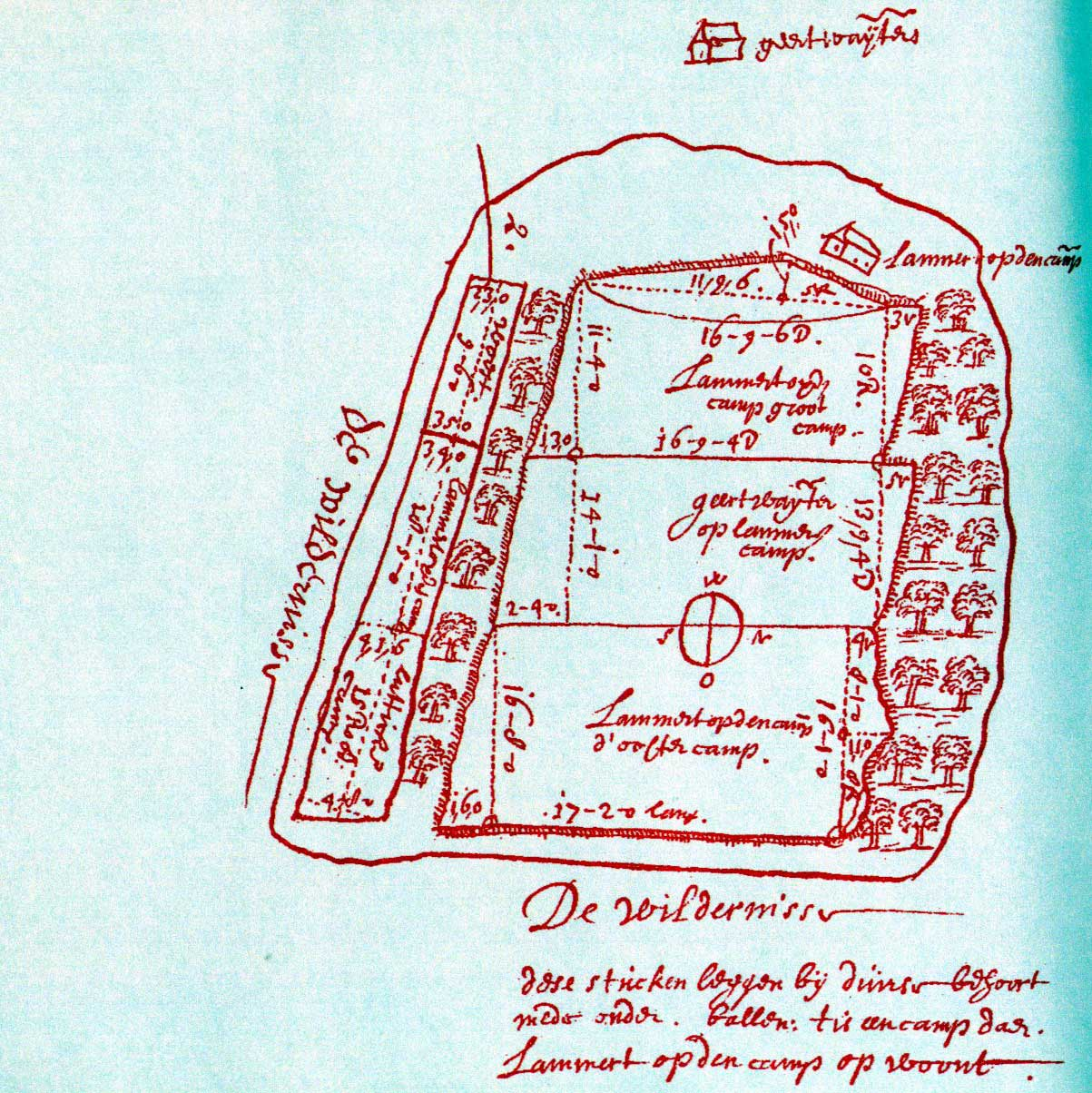
Kaartje uit het grondschattingsregister 1642-1654 (bron:Drents Archief).

De landerijen die behoren bij het huis ’Te Campen’ komen echter steeds onder water te staan, waardoor deze verre van vruchtbaar zijn. In verband daarmee vindt er een ruiling plaats tussen de abdij en de Graaf van Bentheim. In de akte lezen we het volgende:
31 oktober 1259: Otto, Graaf van Bentheim keurt goed: de overdracht door Hako, zoon van wijlen Stephanus de Hardenberg, ridders, aan de St. Maria-abdij bij Couordia (Coevorden) , van de hof en de molen te Durse (Deurze) (...) in ruil voor het huis der Abdij Te Campen bij Couordia, door haar verkregen van Johannes Camping.
De hof in Deurze was in het jaar 1259 een landgoed met een – voor die tijd – aanzienlijke landhoeve en zoals gebruikelijk behoorde bij een aanzienlijke behuizing een eigen watermolen, die heeft gestaan op De Meulmaet. Daarnaast hebben ook landerijen en bossen tot het geruilde behoord. In een kwestie tussen de abdij van Assen en de kosterie van Rolde is het volgende te lezen:
29 november 1357: Alef van Assen (Cureit van Rolde) en Diderich Diderixzone Maes, koster aldaar bewerken een zoen tusschen de Abdij te Assen en de kosterie van Rolde, zoodat de Hofwaer en de Bullenwaer te Durse, tegen betaling eener geldsom, worden vrijgesteld van de opbrengst van klokrogge aan de kosterie. Met medebezegeling door ’t land van Drenthe.
Ook op deze plaats in Deurze is geen klooster gebouwd, dat mag, na het onderzoek door professor A.E. van Giffen als zeker worden gesteld. De hof van Deurze heeft een jaar of tien, net als het huis der abdij Te Campen, tijdelijk als kloostergebouw gefungeerd. Het door de Drenten te bouwen klooster "Maria in Campis" is uiteindelijk in het huidige Assen gebouwd, waar het tot op de dag van vandaag is te zien. De bouw van het klooster heeft plaatsgevonden tussen de jaren 1260 en 1270. In het jaar 1270 komen namelijk de eerste oorkonden uit de Assense abdij.
Op 10 mei 1598 wordt, door de Drentse Hervormer Willen Lodewijk, bij Stadhouderlijk besluit, in Drenthe de kerkhervorming doorgevoerd. In 1602 wordt het klooster van Assen met alle (onroerende) goederen geannexeerd, en toegekend aan het Landschap Drenthe. Het landgoed Camps komt niet voor op de inventarisatielijst en derhalve moet aangenomen worden dat Camps toen geen eigendom (meer) was van het klooster te Assen. Het landgoed is als leengoed vanaf 1379 in het bezit geweest van achtereenvolgens de families De Mepsche, Lunsche,m Weyteren en Hillebolling Houwinge. In een belastingregister uit 1612 wordt Wyllem op Camp (waarschijnlijk Wyllem Hillebolling) genoemd als bewoner. Op een kaartje (zie afbeelding) in het grondschattingsregister van 1642-1654 wordt Lammert op den Camp als bewoner genoemd. In de haardstedenregisters van 1672 tot en met 1742 valt het Landgoed Camps onder de naburige plaats Balloo en komt daar voor met de woorden 'vol boer'. In 1754 is bekend dat Roelof Berents het landgoed bewoont. Hij ondertekent het haardenregister met "Roelof Berents op Camps", opgevolgd door zijn zoon Berent Berents op Camps over de jaren 1792 tot en met 1804. In het jaar 1807 is Berent Berents overleden, want weduwe Berents zet de boerderij dan voort en huurt in dat jaar het land – de Balkmaat genaamd – van B. Daling. Camps, een naam die reeds eeuwenlang bestaat, want ook vandaag nog is het adres van de boerderij Kamps 1 (let op de wijziging van de 'C' in de ' K').

## De familie Gratama, Bonder en Joling
Volgens de kadastrale legger uit het jaar 1832 staan de kadastrale percelen bos, boomgaard, erf, bouwland en grasland, totaal 11.16.70 ha, op naam van Sijbrand Gratama, in 1812 gehuwd met Johanna Gesina Oldenhuis Kymmell. Reeds in 1818 was hij lid van de rechtbank van eerste aanleg te Assen, later president van het Provinciale Gerechtshof. Naast de boerderij is in latere jaren een riante zomerwoning gebouwd voor de familie Von Baumhauer-ldenhuis Gratama.
In het jaar 1829 arriveren er nieuwe bewoners op Camps, te weten Hendrik Jans Joling en Aaltje (Harms) Zwiers. Bij de komst naar Camps hebben ze zes kinderen. De oudste dochter Jantien huwt in 1829 met Willem Frieling, die reeds in het jaar 1840 is overleden. Jantien is medeondertekenaar van de verklaring van afscheiding van de Hervormde Kerk in Emmen (1842). Zij heeft als rijke achternicht de studie betaald van Ds. W.H. Frieling (afgescheiden predikant) die in 1866 is vertrokken naar Amerika. Hendrik Jans Joling is in 1842 op 84-jarige leeftijd overleden. In 1846 overlijdt ook zijn vrouw.
Omdat dochter Hillechien Bonder geboren is op 25 juli 1838 te Camps, wonen Luichien Harms Bonder en echtgenote Marchien Everts in 1838 of daarvoor al op Camps. In 1843 overlijdt Marchien Everts waarna Luichien Harms Bonder in het jaar 1849 hertrouwt met Hendrika Hommes. Tussen 1858 en 1862 gaat zoon Harm Bonder met echtgenote Hillechien Beugels wonen op Camps tot 1888.
In 1888 komt Hendrik Braam en zijn vrouw Jantje Woering naar Camps. Zoon Lambertus huwt met Grietje Berkepies en tijdens hun bewoning worden in het jaar 1934 enige opgravingen verricht op het erf van Camps door Prof. E.A. van Giffen. Het is echt bij 'enige opgravingen' gebleven en er zijn geen sporen gevonden van een bouwwerk wat in relatie met de Abdij uit het jaar 1259 kan worden gebracht. In het jaar 1960 verkoopt mevrouw H.J. von Baumhauer Oldenhuis Gratama (kleindochter van Mr. L. Oldenhuis Gratama) de boerderij en het erf (Kamps 1) aan de gebroeders H. en W. Braam, de zonen van Lambertus Braam.

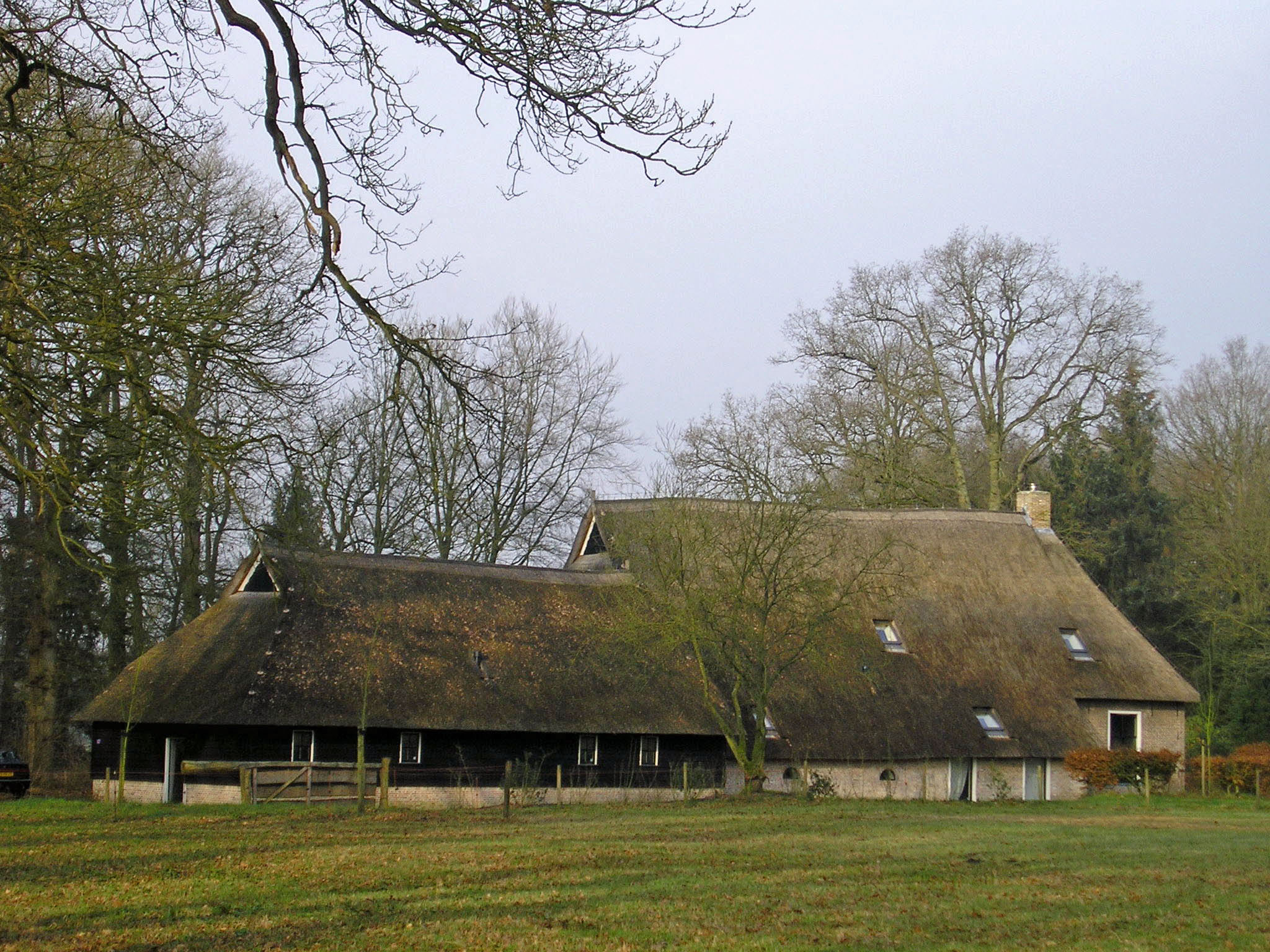

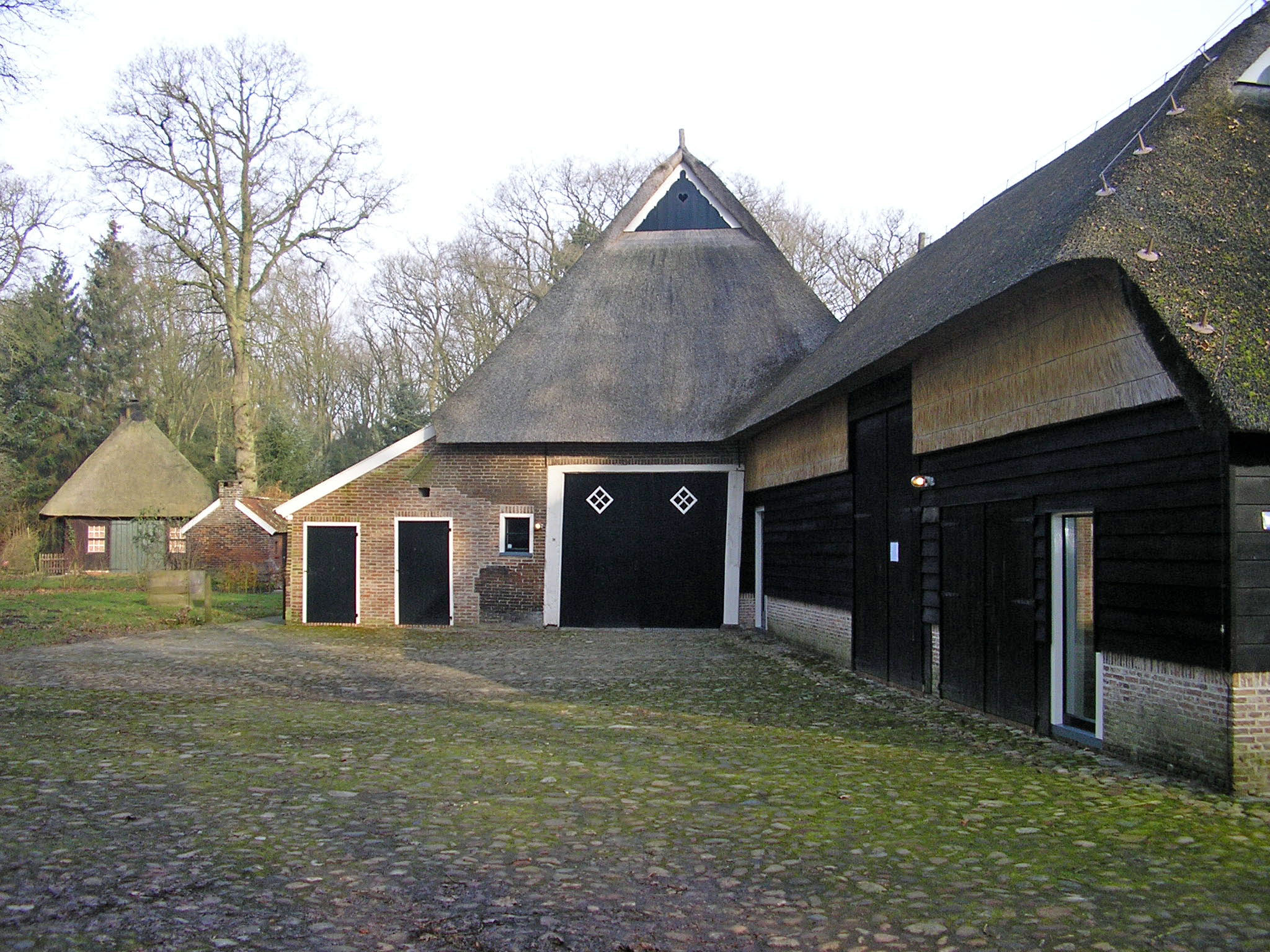

## Restauratie
De stichting Het Drentse Landschap kon in december 2001 met steun van de Provincie en het Rijk de historische boerderij aankopen. In 2004 is de boerderij in opdracht van de stichting geheel gerestaureerd. Het project is mede gefinancierd met Europese subsidies.
In de vroege morgen van 12 maart 2012 werd de monumentale boerderij door brand verwoest.